# Tour of Missouri
Tour of Missouri – wieloetapowy wyścig kolarski, który rozgrywany był corocznie (we wrześniu) w latach 2007–2009 w stanie Missouri, w Stanach Zjednoczonych. Zawody należały do cyklu UCI America Tour, miały początkowo kategorię 2.1, a w 2009 najwyższą po UCI ProTour kategorię 2.HC.

## Zwycięzcy
| Rok  | Pierwsze              | Drugie          | Trzecie          |
| ---- | --------------------- | --------------- | ---------------- |
| 2007 | George Hincapie       | Will Frischkorn | Dominique Rollin |
| 2008 | Christian Vande Velde | Michael Rogers  | Svein Tuft       |
| 2009 | David Zabriskie       | Gustav Larsson  | Marco Pinotti    |